# دیتر زورک
دیتر زورک (انگلیسی: Dieter Zorc; ۱۷ اکتبر ۱۹۳۹ – ۱۶ اکتبر ۲۰۰۷) بازیکن فوتبال اهل آلمان بود.
از باشگاه‌هایی که در آن بازی کرده‌است می‌توان به باشگاه فوتبال بوخوم اشاره کرد.
وی همچنین در تیم ملی فوتبال زیر ۲۳ سال آلمان بازی کرده‌است.